# Die Landärztin (Fernsehreihe)
Die Landärztin ist eine Fernsehfilm-Reihe, die von 2005 bis 2013 im Ersten ausgestrahlt wurde.
Der erste Film dieser Reihe basiert lose auf dem Heimatfilm Die Landärztin aus dem Jahr 1958 mit Marianne Koch und Rudolf Prack in den Hauptrollen.

## Handlung
Die alleinerziehende, verwitwete Münchener Ärztin Johanna Lohmann übernimmt die Landarztpraxis ihres verstorbenen Onkels in Großraming in Österreich. Ihre Tante Marie unterstützt sie dabei. Sie lernt den Tierarzt Laurenz Hofer kennen und lieben. Die Beziehung geht jedoch Jahre später auseinander und sie kommt mit dem Reiterhofbesitzer Daniel Winterberg zusammen.
Es gibt in jeder Episode eine abgeschlossene Handlung mit Episodenrollen, eine Geschichte über die Bauernfamilie Bergmeier/Straußberger, sowie eine mit der Landärztin und ihrer Familie.

## Episoden
| Folge | Titel                                     | Erstausstrahlung  |
| ----- | ----------------------------------------- | ----------------- |
| 1     | Die Landärztin                            | 22. April 2005    |
| 2     | Die Landärztin – Diagnose Tollwut         | 7. April 2006     |
| 3     | Die Landärztin – Aus heiterem Himmel      | 16. November 2007 |
| 4     | Die Landärztin – Der Vaterschaftstest     | 23. November 2007 |
| 5     | Die Landärztin – Ein neues Leben          | 7. November 2008  |
| 6     | Die Landärztin – Schleichendes Gift       | 13. März 2009     |
| 7     | Die Landärztin – Um Leben und Tod         | 21. Mai 2010      |
| 8     | Die Landärztin – Schicksalswege           | 28. Oktober 2011  |
| 9     | Die Landärztin – Entscheidung des Herzens | 14. Juni 2013     |
| 10    | Die Landärztin – Vergissmeinnicht         | 21. Juni 2013     |

## Besetzung
| Schauspieler         | Rolle                              | Einstieg | Ausstieg | Zeitraum  |
| -------------------- | ---------------------------------- | -------- | -------- | --------- |
| Christine Neubauer   | Dr. Johanna Lohmann                | Folge 1  | Folge 10 | 2005–2013 |
| Francis Fulton-Smith | Dr. Laurenz Hofer#1                | Folge 1  | Folge 1  | 2005      |
| Martin Feifel        | Dr. Laurenz Hofer#2                | Folge 2  | Folge 2  | 2006      |
| Timothy Peach        | Dr. Laurenz Hofer#3                | Folge 3  | Folge 6  | 2007–2009 |
| Johanna von Koczian  | Marie Senholzer geb. Gruber        | Folge 1  | Folge 10 | 2005–2013 |
| August Schmölzer     | Leo Bergmeier                      | Folge 1  | Folge 10 | 2005–2013 |
| Judith Richter       | Verena Straußberger geb. Bergmeier | Folge 1  | Folge 10 | 2005–2013 |
| Gregor Bloéb         | Gerhard Straußberger               | Folge 1  | Folge 8  | 2005–2011 |
| Saskia Vester        | Grete Bergmeier †                  | Folge 1  | Folge 7  | 2005–2010 |
| Siegfried Rauch      | Fritz Senholzer                    | Folge 2  | Folge 10 | 2006–2013 |
| Sven Martinek        | Daniel Winterberg                  | Folge 6  | Folge 10 | 2009–2013 |
| Markus Knüfken       | Dominik Engel                      | Folge 8  | Folge 10 | 2011–2013 |